# Diario russo
Diario russo (A Russian Diary: A Journalist's Final Account of Life, Corruption & Death in Putin's Russia) è un'opera postuma della scrittrice e giornalista russa Anna Stepanovna Politkovskaja. Pubblicato originariamente nel Regno Unito da Harvill Secker nel maggio 2007, la traduzione italiana, curata da Claudia Zonghetti e edita Adelphi, è stata pubblicata nello stesso anno.
Il libro parla della Russia di Putin, e in particolare del periodo dal dicembre 2003 all'agosto 2005, attraverso le note e altre raccolte personali dell'autrice. Tema centrale è "la morte della democrazia parlamentare russa" e la trasformazione del Paese in un'autocrazia.